# 布扬库尔拉巴塔耶
布扬库尔拉巴塔耶（法語：Bouillancourt-la-Bataille，法語發音：[bujɑ̃kuʁ la bataj]）是法国上法兰西大区索姆省的一个市镇，位于该省南部偏东，属于蒙迪迪耶区。

## 地名
“拉巴塔耶”意为“战斗”（Bataille），这一名称来源于一战时期附近的战场。

## 地理
布扬库尔拉巴塔耶（49°41'42"N, 2°31'52"E）面积3.59 平方千米，位于法国上法蘭西大區索姆省，该省份为法国北部沿海省份，北起加来海峡省和北部省，西接滨海塞纳省和大西洋英吉利海峡，南至瓦兹省，东临埃纳省。
与布扬库尔拉巴塔耶接壤的市镇（或旧市镇、城区）包括：格拉蒂比、马尔帕尔、马雷斯特蒙捷、三河镇。
布扬库尔拉巴塔耶的时区为UTC+01:00、UTC+02:00（夏令时）。

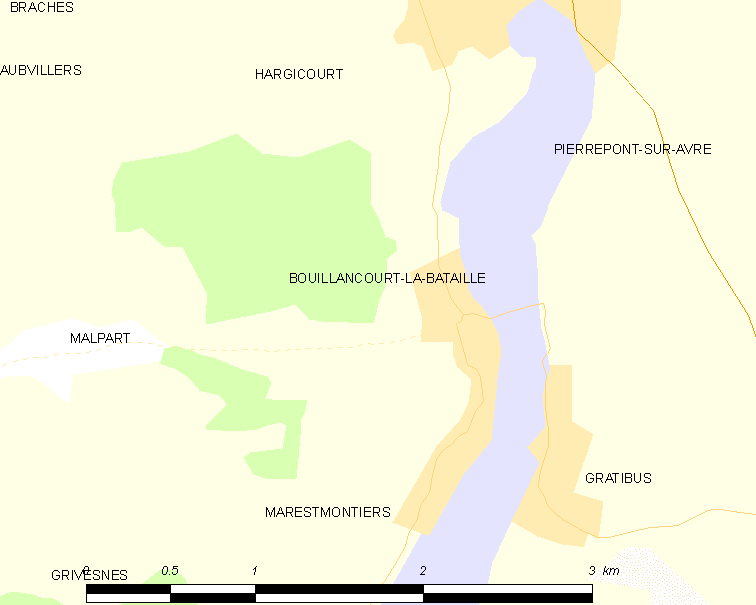
布扬库尔拉巴塔耶的OSM定位图

## 行政
布扬库尔拉巴塔耶的邮政编码为80500，INSEE市镇编码为80121。

## 政治
布扬库尔拉巴塔耶所属的省级选区为鲁瓦县。

## 人口

1962-2008年间布扬库尔拉巴塔耶人口变化图示

布扬库尔拉巴塔耶于2022年1月1日时的人口数量为144人。